# 12161 Avienius
12161 Avienius è un asteroide della fascia principale. Scoperto nel 1973, presenta un'orbita caratterizzata da un semiasse maggiore pari a 2,3987905 UA e da un'eccentricità di 0,2061542, inclinata di 1,68959° rispetto all'eclittica.